# 戸浦六宏
戸浦 六宏（とうら ろっこう、1930年〈昭和5年〉4月30日 - 1993年〈平成5年〉3月25日）は、日本の俳優、声優。大阪府大阪市出身。本名は東良 睦宏（とうら むつひろ）。
代表作に『藪の中の黒猫』、『竹山ひとり旅』、『沈黙 SILENCE』、『とべない沈黙』など。
ライター・編集者・AV監督の東良美季は息子。

## 来歴・人物
京都大学文学部英文学科在学中から演劇志望であり、大学内の劇団「風波」で活動していた。映画監督の野田幸男も、在学中に同劇団に参加している。また、同窓生の大島渚らと学生運動にも参加していた。
大学卒業後は大阪高等学校で英語教師とラグビーフットボール部顧問をしながらセミプロの劇団活動を行っていた。
1960年、大島演出の『太陽の墓場』で、大島から「関西弁がうまい役者」を探すよう依頼され、紹介しているうちに自身も出演することになり映画デビューする。その際には『現役の高校教師がそのまま映画に出るのは良くない』ということで、本名の読み「とうらむつひろ」に別の漢字をあてた芸名『戸浦六宏』を名乗ることになる。『太陽の墓場』では冷酷なやくざの親分役で、個性的な悪役としての評価を得た。同年の『日本の夜と霧』にも出演し、大島からの誘いもあり大阪高等学校を退職して本格的に俳優へ転向する。
1961年に大島が設立した創造社に参加し、『飼育』から『白昼の通り魔』『儀式』に至る大島作品に出演、『戦場のメリークリスマス』にもかつての大島組から唯一出演している。一般的には1961年のTBSドラマ『新選組始末記』の土方歳三役で広く知られるようになる。
1974年から渡辺プロダクション系列の、ぷろだくしょん「道」に在籍する（1989年に渡辺企画へ移籍）。
鋭い目と深い隈の特徴的な顔立ち、知性的でありながら残忍さがあふれる個性的な名悪役で知られているが、その演技力は幅広く、テレビドラマ『野性の証明』（1979年、毎日放送 / 東映）では柔和な笑顔を見せる温厚な編集局長を演じ、多くの映画やテレビドラマに出演した。
また1963年から1年間、NHK総合テレビの情報音楽番組『週刊テレビジョッキー』の司会を担当したこともある。
1990年10月に舞台公演中に解離性動脈瘤で倒れ、大手術を受けたが、その後は仕事をこなしていた。人間ドックに入っていた1993年3月25日午前7時、多発性動脈瘤のため東京都文京区の東京大学医学部附属病院で死去。62歳没。目覚まし時計のベルが鳴りやまないのを不審に思った看護婦が駆けつけたところ、亡くなっていたという。
一般社団法人映像コンテンツ権利処理機構では、連絡先を求めている。

## 出演

### 映画
- 太陽の墓場（1960年 松竹）- マサ
- 日本の夜と霧（1960年、松竹）- 東浦
- 血は渇いてる（1960年、松竹）- 島本課長（昭和生命）
- 飼育（1961年、大宝）- 書記
- 悪の華（1961年、松竹）- 波止場の銀
- 天草四郎時貞（1962年、東映）- 浪人
- 花と野盗の群れ（1962年、東映）- 十時風丸
- ギャング同盟（1963年、東映）- 尾形
- 狐雁一刀流（1963年、東映）- 柳生宗矩
- 小さな冒険旅行（1963年、日生劇場）- スリ
- 悪の紋章（1964年、東宝）- 柴田欣一
- 悦楽（1965年、松竹）- 桜井
- 剣鬼（1965年、大映）- 海野正信
- 座頭市地獄旅（1965年、大映）- 栄太
- 異聞猿飛佐助 (1965年) - 稲村光秋
- 夜明けのうた（1965年、日活）- 神山
- 若親分喧嘩状（1966年、大映）- 川上中佐
- とべない沈黙（1966年、東宝 / ATG）- 教授
- ザ・ガードマン 東京忍者部隊（1966年、大映）- 石黒健次
- 陸軍中野学校 雲一号指令（1966年、大映）- 山岡中佐
- 泥棒番付（1966年、大映）- 山崎丞
- 非行少女ヨーコ（1966年、東映）- 中田
- 白昼の通り魔（1966年、松竹）- 日向源治
- 日本のいちばん長い日（1967年、東宝）- 松本外務次官
- 性の起原（1967年、松竹）- 部長
- 無理心中 日本の夏（1967年、松竹）- テレビ
- 忍者武芸帳（1967年、ATG）- 影丸の声
- なみだ川（1967年、大映）- 栄二
- 絞死刑（1968年、ATG）- 医務官
- 藪の中の黒猫（1968年、東宝）- 武将
- 女めくら 花と牙（1968年、松竹）- 高野
- 妖怪大戦争（1968年、大映） - 語り手
- 怪談残酷物語（1968年、松竹大船）- 深谷新左衛門
- 帰って来たヨッパライ（1968年、松竹）- 警官
- 座頭市喧嘩太鼓（1968年、大映）- 鈴屋の蝶次
- 鉄砲伝来記（1968年、大映）- 五峰
- 鮮血の賭場（1968年、日活）- 早坂
- 強虫女と弱虫男（1968年、松竹）- 平安母艦主任
- 続・秘録おんな牢（1968年、東映）- 竹内仙蔵
- 新宿泥棒日記（1969年、ATG）- 本人役 ※特別出演
- 少年（1969年、創造社・ATG)  -ナレーション
- 東海道お化け道中（1969年、大映）- 賽吉
- 出獄四十八時間（1969年、大映）- 佐川源吉
- 関東おんな極道（1969年、東映）- 滝沢仁助
- 昭和おんな仁義（1969年、東映）- 甲山三郎
- おんな刺客卍（1969年、東映）- 近藤勇
- めくらのお市 みだれ笠（1969年、松竹大船）- 鬼頭伝十郎
- かげろう（1969年、松竹）- 大石主任刑事
- 秘録怪猫伝（1969年、大映）- 矢淵刑部
- 兇状流れドス（1970年、大映）- 武藤千五郎
- 裸の十九才（1970年、東宝）- 権堂先生
- 忍びの衆（1970年、大映京都）- 羽柴秀吉
- 戦後秘話 宝石略奪（1970年、東映）- 偽黒木
- その人は女教師（1970年、東宝）- 出口弘
- 野良猫ロック 暴走集団'71（1971年、日活）- 深沢
- 儀式（1971年、ATG）- 桜田守
- 沈黙 SILENCE（1971年、東宝）- 通辞
- 狼やくざ 殺しは俺がやる（1972年、東映）- 島岡光雄
- 若き日の講道館（1971年、大映）- 島崎悠久
- 麻薬売春Gメン（1972年、東映）- 剣持
- 麻薬売春Gメン 恐怖の肉地獄（1972年、東映）- 伊東肇
- ギャング対ギャング 赤と黒のブルース（1972年、東映）- 基本
- 鉄輪（1972年、ATG）- 警部
- 夏の妹（1972年、ATG）- 照屋林徳
- 讃歌（1972年、ATG）- 番頭
- 女囚さそり 第41雑居房（1972年、東映）- 法務省巡閲官
- 子連れ狼 冥府魔道（1973年、東宝）- 綾部右近
- 赤い鳥逃げた?（1973年、東宝）- 警官
- 青幻記 遠い日の母は美しく（1973年、東和）- 三昌秀次
- 狂走セックス族（1973年、東映）- 蛭巻隊長（府警本部警邏隊）
- ボディガード牙 必殺三角飛び（1973年、東映）- 唐崎元
- 非情学園ワル（1973年、東映）- 田所彦造
- 女医の愛欲日記（1973年、東映）- 桐野
- 色魔狼（1973年、東映）- 小坂井栄策
- 宮本武蔵（1973年、松竹）- 宍戸梅軒
- 山口組外伝 九州進攻作戦（1974年、東映）- 鹿谷弥助
- 御用牙 鬼の半蔵やわ肌小判（1974年、東宝）- 加藤長三郎
- 続ためいき（1974年、日活）- 結城部長
- 0課の女 赤い手錠（1974年、東映）- 谷
- わが道（1974年、近代映画協会）- 斉藤
- 従軍慰安婦（1974年、東映）- 山上中尉
- 極道VSまむし（1974年、東映）- 酒井
- 暴動島根刑務所（1975年、東映）- 井上康一
- 下苅り半次郎 (秘)観音を探せ（1975年、東映）- 八思巴
- 神戸国際ギャング（1975年、東映）- 西村刑事
- 十六歳の戦争（1976年、サンオフィス）- 教師
- 竹山ひとり旅（1977年、近代映画協会）- 飴売りの彦市
- 春男の翔んだ空（1977年、現代ぷろだくしょん）- 佐々木澄美男
- オリオンの殺意より 情事の方程式（1979年、日活）- 須藤浩三
- 白い肌の狩人 蝶の骨（1978年、日活）- 沖野
- 原子力戦争（1978年、ATG）- 宮内局長（新聞社支局）
- 絞殺（1979年、ATG）- 教師
- 本日ただいま誕生（1979年、東映）- 上州
- 真田幸村の謀略（1979年、東映）- 大野治長
- 動乱（1980年、東映）- 安部憲兵隊長
- 忍者武芸帖 百地三太夫（1980年、東映）- ナレーター
- 北斎漫画（1981年、松竹）- 番頭
- この子の七つのお祝いに（1982年、松竹）- 飯島
- 戦場のメリークリスマス（1983年、松竹）- 軍律会議通訳
- 地平線（1984年）- ドブネズミ
- 早春物語（1985年、東宝）- 武藤
- 落葉樹（1986年、近代映画協会）- 執達吏A
- ビリィ★ザ★キッドの新しい夜明け（1986年、パルコ）- マルクス・エンゲルス
- 恋のカウントダウン（1987年）- 熊谷
- アナザー・ウェイ ―D機関情報―（1988年、東宝東和）- 大竹
- ラブ・ストーリーを君に（1988年、東映）- 森田耕造
- SO WHAT（1988年、松竹）- 篠原邦夫
- 狙撃 THE SHOOTIST（1989年、東映Vシネマ）
- 開港風雲録 YOUNG JAPAN（1989年、東宝）- 笹井万太郎
- 遥かなる甲子園（1990年、東宝）- 上原医師
- ボクが病気になった理由（1990年、アルゴプロジェクト）- 竹下信彦
- 濹東綺譚（1992年、ATG）- 取り巻き
- 暗黒街の勲章 マニラ極道戦争（1992年、東映Vシネマ）
- 「堕落」 ある人妻の追跡報告（1992年、東映Vシネマ）
- 夢の女（1993年、松竹）- 番頭
- 私、なんでもします!（1993年、エクセス）

### テレビドラマ
- 青春の深き渕より（1960年、KTV）
- 新選組始末記（1961年、TBS）- 土方歳三
- 東芝日曜劇場（TBS）
  - 雪折れ（1962年）
  - 山吹（1962年）
  - 煙の王様（1962年）
  - おやじ（1962年）
  - 百済の草（1963年）
  - 愛する（1963年）
  - 愛と死をみつめて（1964年）
- フライング・スポット（1962年2月1日、NHK総合） - 津川教授
- 松本清張シリーズ・黒の組曲 / 不在証明（1962年、NHK総合）
- おかあさん 第139回「あなたを呼ぶ声」（1962年、TBS）
- ポーラ名作劇場 / 波の塔（1964年、NET）
- 大河ドラマ（NHK総合）
  - 赤穂浪士（1964年）- 武林唯七
  - 太閤記（1965年）- 細川藤孝
  - 三姉妹（1967年）- 柴田定吉
  - 天と地と（1969年）- 高遠頼継
  - 樅ノ木は残った（1970年）- 加藤明成
  - 国盗り物語（1973年）- 下間刑部
  - 勝海舟（1974年）- 高野長英
  - 草燃える（1979年）- 新宮十郎行家
  - おんな太閤記（1981年）- 杉原家次
  - 峠の群像（1982年）- 西村小次郎
  - 徳川家康（1983年）- 平手中務
- 青年同心隊（1964-1965年、TBS）- 加川隼人
- ザ・ガードマン（TBS / 大映テレビ室）
  - 第15話「人間の絆」（1965年）
  - 第50話「逃亡と裏切り」（1966年）
  - 第67話「高倉キャップを消せ!」（1966年）
  - 第70話「大空の死闘」（1966年）
  - 第143話「マッチ売りの少女は大晦日に死ぬ」（1967年）
  - 第191話「真夜中の客」（1968年）
  - 第201話「怪談・すすり泣くわら人形」（1969年）
  - 第204話「ガードマンを死刑台に送れ」（1969年）
  - 第210話「トラック強盗部隊」（1969年）
  - 第244話「史上最高のボーナス強盗」（1969年）
  - 第263話「裏口入学は死を招く」（1970年）
  - 第276話「怪談・幽霊に喰い殺された家族」（1970年）
  - 第285話「ひばりの愛の逃亡姉妹」（1970年）
  - 第292話「女の復讐は口笛にのって」（1970年）
  - 第298話「大人を恨みます! 17才の心中」（1970年）
  - 第319話「殴りこみホットパンツ大作戦」（1971年）
  - 第327話「ショック! 雨の夜は死人が笑う」（1971年）
- 松本清張シリーズ（KTV）
  - ある小官僚の抹殺（1965年）
  - 地方紙を買う女（1966年）- 杉本隆治
- おはなはん（1966年、NHK）
- 泣いてたまるか（TBS / 国際放映）
  - 第1話「ラッパの善さん」（1966年）
  - 第36話「まんが人生」（1967年）
- 三匹の侍 第5シリーズ 第17話「帰ってきた剣鬼」（1968年、CX）- 岩田伝蔵
- ローンウルフ 一匹狼 第17話「限りなき逃亡」（1968年、NTV / 東映）
- 風 第19話「すばらしい明日」（1968年、TBS / 松竹）
- 日本剣客伝 第7話「針谷夕雲」（1968年、NET / 東映）- 小田切
- キイハンター（TBS / 東映）
  - 第38話「西に向かって大追跡」（1968年）
  - 第56話「殺人ホテル13号室」（1969年）
  - 第65話「俺たちは殺人者」（1969年）
  - 第86話「暗黒街は本日大統領の投票日」（1969年）
  - 第122話「殺し屋候補生No.1」（1970年）
  - 第127話「殺し屋どもの死亡広告クラブ」（1970年）- アンディ早瀬
  - 第130話「縛り首の木のある家」（1970年）
- 怪奇大作戦 第5話「死神の子守唄」（1968年、TBS / 円谷プロ）- 麻生博士
- バンパイヤ（1968年 - 1969年、CX / 虫プロ）- 熱海教授
- 細うで繁盛記（1970年、YTV）
- 男は度胸（1970年、NHK）- 藤井左京
- ゴールドアイ 第12話「密売大組織」（1970年、NTV / 東映）- 津崎
- 日本怪談劇場 第2話「牡丹灯籠 鬼火の巻」、第3話「牡丹灯籠 蛍火の巻」（1970年、12ch）- 伴蔵
- 木枯し紋次郎（CX / C.A.L）
  - 第1シーズン 第12話「木枯しの音に消えた」（1972年）- 仙太
  - 第2シーズン 第17話「雪に花散る奥州路」（1973年）- 佐久山の竹蔵
- シークレット部隊 第18話「海の宝石! ダイナミック襲撃」（1972年、TBS / 大映テレビ）
- 長谷川伸シリーズ 第4話「中山七里」（1972年、NET / 東映）- 餌差屋
- パナソニック ドラマシアター（TBS / C.A.L）
  - 水戸黄門
    - 第1部 第11話「二人の黄門様 -伊賀-」　　(1971年10月13日)　- 忍び
    - 第3部 第12話「消えた密書 -宮-」（1972年2月14日）- 高月軍太夫
    - 第4部 第25話「狙われた弥七 -仙台-」（1973年7月9日）- 濡れ髪の源蔵
    - 第5部（1974年）
      - 第6話「お新に惚れた男 -高山-」- 外山正勝
      - 第14話「妖怪の仇討 -姫路-」- 宇能宗典

    - 第6部
      - 第7話「姫だるまに似た女 -大分-」（1975年5月12日）- 鷲津市兵衛
      - 第20話「若者の恋  -和歌山-」（1975年8月11日）- 雑賀惣左衛門

    - 第8部 第28話「愛の奇蹟  -宮崎-」（1978年1月23日）- 坂崎主膳
    - 第11部 第2話「夏祭り・姫君暗殺計画 -二本松-」（1980年8月25日）- 浅井刑部
    - 第12部（1981年）- 西尾勘兵衛
      - 第1話「讃岐への旅立ち -水戸・江戸-」
      - 第13話「ご老公を爆殺せよ！ -高松-」

    - 第14部 第29話「悲願叶えた狸の仇討ち -信楽-」（1984年5月14日）- 佐久間伝兵衛
    - 第15部（1985年）
      - 第6話「御存知 黄門一座の大芝居 -別府-」- 土門平太夫
      - 第35話「命を賭けた裏切り武士道 -高崎-」- 坂崎兵馬

    - 第17部
      - 第13話「仇討ち阿波人形 -徳島-」（1987年11月23日）- 須貝半兵衛
      - 第20話「颯爽！謎の黒頭巾 -広島-」（1988年1月11日）- 芸州屋宗助

    - 第18部
      - 第12話「非情の猿面暗殺団 -彦根-」（1988年11月28日）- 水口屋（赤目のましゅら法師）
      - 第20話「陰謀渦巻く大草原 -熊本-」（1989年1月30日）- 沢井軍蔵

    - 第19部
      - 第13話「待ったなし人間将棋 -天童-」（1989年12月18日）- 佐久間伊十郎
      - 第19話「人情娘馬子唄 -郡上八幡-」（1990年2月5日）- 望月玄馬

    - 第20部 第28話「孤剣に秘めた悲願 -松江-」（1991年5月20日）- 元山主膳
    - 第21部 第11話「姫君替玉大作戦 -阿蘇-」（1992年6月15日）- 浜島将監
    - 第22部 第15話「牢屋に入った黄門様 -広島-」（1993年8月23日）- 尾島屋 ※戸浦の死去後の放送で、遺作となった。

  - 大岡越前
    - 第2部 第19話「新助そばの悲願」（1971年9月20日）- 八巻連三郎
    - 第10部（1988年）
      - 第8話「医者は悪事の隠れみの」- 玉井鋒庵
      - 第12話「暴利を貪る悪徳商法」- 俵屋茂兵衛

    - 第12部
      - 第1話「大岡越前」（1991年10月14日）- 石川近江守
      - 第24話「相合い傘に潜む罠」（1992年3月30日）- 尾島陣太夫

    - 第13部 第1話、第2話「世継ぎを狙う卍の謎」（1992年）- 西尾隠岐守

  - 江戸を斬る
    - 梓右近隠密帳 第17話「飛竜祈願」（1974年1月21日）- 山根丹波
    - II 第9話「初春・喧嘩纏」（1976年1月5日）- 横堀甚太夫
    - IV 第26話「お江戸の空は日本晴れ」（1979年8月6日）- 青山下野守忠良
    - VII（1987年）
      - 第7話「恐怖の凶賊紅蝙蝠」- 喜兵衛
      - 第22話「襲われた御用金」- 北野屋喜兵衛
- 必殺シリーズ（ABC / 松竹）
  - 必殺仕掛人 第8話「過去に追われる仕掛人」（1972年）- 矢部主膳
  - 助け人走る 第31話「狂乱大決着」（1974年）- 飯富盛介
  - 暗闇仕留人 第27話「別れにて候」（1974年）- 若年寄・松平玄蕃頭
  - 必殺必中仕事屋稼業 第15話「大当たりで勝負」（1975年）- 淀屋伊三郎
  - 必殺仕置屋稼業 第23話「一筆啓上墓穴が見えた」（1975年）- 榊
  - 必殺仕業人 第8話「あんたこの五百両どう思う」（1976年）- 坂部将監
  - 新・必殺仕置人 第40話「愛情無用」（1977年）- 長次
  - 江戸プロフェッショナル・必殺商売人 第7話「嘘か真実かまことが嘘か」（1978年）- 茂作（大前田英五郎）
  - 翔べ! 必殺うらごろし 第19話「童が近づくと殺人者が判る」（1979年）- 目明し権三
  - 必殺仕舞人 第1話「恨みがよんでる佐渡おけさ」（1981年）- 戸塚修理
  - 必殺仕事人IV（1984年）
    - 第14話「主水 節分の豆を食べる」- 霞の平蔵（外道になり下がった、仕事人の元締め）
    - 第42話「加代 パン作りに挑戦する」、第43話「秀 夕陽の海に消える」- 鉄蔵（山岡銀二郎）

  - 必殺仕事人V 第3話「加代 ゴリムリンを売る」（1985年）- 孫七
  - 必殺橋掛人 第4話「小伝馬町の怪奇牢を探ります」（1985年）- 重蔵
  - 必殺ワイド・新春 久しぶり!主水、夢の初仕事 悪人チェック!!（1988年）- 田丸屋金兵ヱ、戸浦六宏（本人）役
  - 必殺スペシャル・秋 仕事人vs仕事人 徳川内閣大ゆれ! 主水にマドンナ（1989年）- 鳴海勘兵衛
- 遠山の金さん捕物帳（NET / 東映）
  - 第123話「大安吉日に裁かれた女」（1972年）- 源六
  - 第153話「貧乏を食う男」（1973年）- 黒岩甚内
- 眠狂四郎 第7話「峠路に赤い実を撃つ」（1972年、KTV / 東映）
- 鬼平犯科帳 第2シリーズ 第25話「礼金二百両」（1972年、NET / 東宝）- 山中伊助
- 怪談 第1話「四谷怪談」（1972年、NET）- 長兵衛
- 大江戸捜査網 第95話「変死体におびえる女」（1973年、12ch / 日活） - 北岡玄斎
- アイフル大作戦（1973年、TBS / 東映）
  - 第5話「奇々怪々! 鬼刑事初恋事件」
  - 第38話「バラン・ドロン殺人事件」
- 若さま侍捕物手帖 第5話「父娘の情が囮になった」（1973年、KTV）- 長次郎
- 非情のライセンス（NET→ANB / 東映）
  - 第1シリーズ 第28話「兇悪の欲望」（1973年）- 根岸始
  - 第2シリーズ
    - 第6話「兇悪の母」（1974年）- 小沢
    - 第110話「刑事妻」（1976年）- 高村

  - 第3シリーズ（1980年）- 佐竹総監室長
    - 第2話「兇悪の素顔・あなたと死にたい!」
    - 第11話「兇悪の女囚・コールガール殺人事件」
- 荒野の用心棒 第13話「必殺の剣が地平線に甦って…」（1973年、NET / 三船プロ）- 車坂三郎太
- ご存知遠山の金さん（NET / 東映）
  - 第1話「闇夜に烏が二羽飛んだ」 (1973年）- 飛騨屋辰造
  - 第31話「泣くな伝助」 (1974年）- 阿波屋
- 旗本退屈男（NET / 東映）
  - 第4話「天下の嶮も物ならず」 (1973年）
  - 第25話「神隠し花嫁参上」 (1974年）- 九鬼
- 唖侍 鬼一法眼 第9話「青い目の少女」（1973年、NTV / 勝プロ）- 赤星十兵衛
- 狼・無頼控（MBS / 大映テレビ）
  - 第10話「吼えろ! 大砲」（1973年） - 黒川刑部
  - 第21話「獄門台の花嫁」（1974年）
- 銀河テレビ小説（NHK）
  - 恋とコーヒー（1974年） - 多田専務
  - 道頓堀川（1982年）- 吉岡
  - 新・青春戯画集（1984年） - 今井
- 子連れ狼（NTV / ユニオン映画）
  - 第2部 第10話「邪気をはらう日」（1974年）- 白石頼母
  - 第3部 第17話「香りを着て」（1976年）- 丹後屋
- 運命峠（1974年、KTV / 東映）- 闇の七兵衛
- 破れ傘刀舟 悪人狩り 第23話「母恋い童唄」（1975年、NET / 三船プロ）- 道中奉行・伊達民部
- 影同心 第28話「わたしが愛した殺し節」（1975年、MBS / 東映）- 細川伊勢守
- 徳川三国志（1975年 - 1976年、NET / 東映）- 楠不伝
- 痛快! 河内山宗俊 第8話「三途の川は空っ風」（1975年、CX / 勝プロ）- 碇屋
- いろはの"い" 第2話「熱いスクープ」他（1976年、NTV / 東宝）- 城西署鑑識係長 ※準レギュラー
- Gメン'75（TBS / 東映）
  - 第82話「刑法240条 強盗殺人罪」（1976年）- 軍司元刑事
  - 第282話「肉体のない女が呼んでいる」（1980年）- 石田毅
- 連続テレビ小説（NHK）
  - 雲のじゅうたん（1976年）- 加屋徳次郎 役
  - いちばん星（1977年）
  - マー姉ちゃん（1979年） - 東郷隆太郎 役
  - 虹を織る（1980年）- 森本軍平（生徒監） 役
  - いちばん太鼓（1985年）- 田丸羊一（銀平の実父） 役
- 花ぼうろ（1976年、YTV）
- 前略おふくろ様 第2シリーズ（1976年 - 1977年、NTV）
- 桃太郎侍 第19話「中仙道・鬼狩り道中」（1977年、日本テレビ / 東映）- 青山伊織
- 怪人二十面相 第5話「奪え! 埋蔵金の謎」（1977年、CX / 大映テレビ）
- 海は甦える（1977年、TBS）- 小村寿太郎
- 新五捕物帳 第2話「女白浪情けの牢破り」（1977年、NTV / ユニオン映画）- 松岡信濃守
- 新選組始末記（1977年、TBS）- 伊東甲子太郎
- 土曜ドラマ (NHK)
  - 松本清張シリーズ たずね人（1977年11月5日）- 原
- 赤い激突（1978年、TBS / 大映テレビ）- 刑事
- 人間の証明（1978年、MBS / 東映）- ダン安川
- 白い巨塔（1978年 - 1979年、CX）- 葉山教授
- 野性の証明（1979年、MBS / 東映）- 浦川編集局長
- たとえば、愛（1979年、TBS）- 有沢部長
- 太陽にほえろ! 第337話「偽装」（1979年、NTV / 東宝）- 郷田雄三
- 土曜ワイド劇場 (ANB)
  - 鮮やかな完全犯罪・女相続人（1979年） - 吉田貞蔵
  - 帝銀事件 大量殺人・獄中三十二年の死刑囚（1980年） - 山中中佐
  - 欲望の海峡（1980年、ABC）
  - 京都殺人案内 第3作「嫁ぎ先の謎」（1980年、ABC）- 島村孝吉
  - 女教師コンクリート殺人事件（1980年）
  - 松本清張の小さな旅館（1981年）
  - 松本清張の山峡の章・みちのく偽装心中（1981年）
  - 西村京太郎トラベルミステリー 第10作「L特急雷鳥九号殺人事件」（1987年）
  - 神戸六甲・まぼろしの美女 江戸川乱歩の「押絵と旅する男」（1989年）- 瀬島
- 大空港 第41話「愛よ、大空に散れ! 特捜部対ヤクザの斗いPARTIII」（1979年、CX / 松竹）- 安財清秀（安財総業組長）
- 長七郎天下ご免! （ANB / 東映）
  - 第4話「変身! 炎の京人形」（1979年）- 室伏陣左衛門
  - 第23話「花ひらく五重の塔」（1980年）- 吉岡多門
- 探偵物語 第19話「影を捨てた男」（1980年、NTV / 東映ビデオ）- 大野
- ザ・ハングマン（ABC / 松竹芸能）
  - 第4話「辱められたキャンバス」（1980年）- 鶴田（聖文大学顧問弁護士）
  - 第29話「爆発サイクリング」（1981年）- アルファ自転車社長
  - 第51話「死人たちは二度死なない」（1981年）- 南條常雄（帝都物産顧問弁護士）
- プロハンター 第18話「夕陽に赤い帆」（1981年、NTV / セントラル・アーツ）
- 父母の誤算（1981年、TBS）- 小田切
- 銭形平次（TX / 東映）
  - 第767話「おとぼけ捕物道中」（1981年） - 肥前屋
  - 第844話「黒いお白洲」（1983年） - 速水勘解由
- 火曜サスペンス劇場（NTV）
  - 球形の荒野（1981年、三船プロ）
  - 松本清張の交通事故死亡1名（1982年、三船プロ）- 服部刑事
  - 密室航路（1983年、プロジェクトエー）- 細川隆蔵
  - 浅見光彦ミステリー 第5作「越後路殺人事件」（1989年、近代映画協会）
- 特捜最前線（ANB / 東映）
  - 第234話「リンチ経営塾・消えた父親たち!」（1981年）- 一条寺弘道（経営塾三望会会長）
  - 第252話「或る挑戦!」（1982年）- 古閑省三
- 時代劇スペシャル（CX / 国際放映)
  - 魔界番町皿屋敷（1981年）
  - 佐武と市捕物控 「岡っ引無情」（1982年）- 惣兵衛
  - 素浪人罷り通る 「矢立峠に裏切りを見た」（1983年）
  - 奉行暗殺始末（1983年）- 城代家老
- 右門捕物帖 第5話「謀殺・からくり御用帖」（1982年、NTV / ユニオン映画）- 木曾屋彦兵衛
- 遠山の金さん （高橋英樹）（ANB / 東映）
  - 第1シリーズ
    - 第65話「二つの顔の女・緋牡丹おりん!」（1983年）- 源蔵
    - 第106話「女はつらいよ! タンカバイのお初一代」（1984年） - 照庵
    - 第123話「尼僧物語・禁じられた灼熱の恋!」（1984年）- 松平忠久

  - 第2シリーズ 第4話「匕首殺人・芸者小照の天国に結ぶ恋!」（1985年）- 源蔵
- 風の墓標（1984年2月4日、NHK総合） - 胡宗林
- 黒革の手帖（1984年、TBS / 松竹）- 楢林謙治
- ニュードキュメンタリードラマ昭和 松本清張事件にせまる 第5回（1984年、ABC / 国際放映）
- ドラマ人間模様 / 新 夢千代日記（1984年、NHK）- 関川義一
- 暴れ九庵 第6話「輝け! 青い芽よ」（1984年、KTV / 東宝）- 佐兵ヱ
- 長七郎江戸日記（NTV / ユニオン映画）
  - 第1シリーズ　
    - 第23話「夜明けのうた」（1984年）- 小栗白雲斉
    - SP-5「母は敵か?!正雪の陰謀」（1985年）- 天海
- 忍の一字（1985年3月23日、NHK総合） - 平右衛門
- 真田太平記（1985年、NHK）- 山中内匠長俊
- 迷宮課刑事おみやさん（1985年、ABC）- 兵頭刑事（草壁署）
- 風雲江戸城 怒涛の将軍徳川家光（1987年、TX / 東映）- 本多正純
- スケバン刑事III 少女忍法帖伝奇 第9話「ねらわれた秘伝奥義! コマンドーvs唯」（1987年、CX / 東映）- 岡田久義（楠流忍法二十三代宗家）
- 銭形平次 第18話「消えた獄門首」（1987年、NTV / ユニオン映画）- 小幡玄石
- 若大将天下ご免! 第34話「殺しの調べを弾く女!」（1987年、ANB / 東映）- 田久保玄蕃
- あきれた刑事 第8話「潜入哀歓」（1987年、NTV / セントラル・アーツ）
- 三匹が斬る! シリーズ（ANB / 東映）
  - 三匹が斬る! 第18話「父と娘の、生き血を絞るにせ大名」（1988年）- 内藤兵庫
  - 続・三匹が斬る! 第3話「上様の、茶は甘いかしょっぱいか」（1988年）- 丹阿弥
- ザ・スクールコップ 第7話 - 第10話「聖山女学院の巻① - 聖山女学院の巻 完」（1988年、フジテレビ / 大映テレビ）- 豊田将一郎
- 八百八町夢日記 第1シリーズ 第3話「盗人ざんげ」（1989年、NTV / ユニオン映画） - 長井石舟
- 名奉行 遠山の金さん 第2シリーズ 第4話「暴かれた二つの顔の美人妻」（1989年、ANB / 東映）- 丹波屋
- 過ぎし日のセレナーデ（1989年 - 1990年、CX）
- お江戸捕物日記 照姫七変化 最終話「天下御免の夢舞台」（1990年、CX / 東映）
- 江戸中町奉行所 第2話「私怨無用の闇始末」（1990年、TX / 松竹）- 戸田山城守長信
- 京都東山殺人事件 〜舞妓さんは名探偵〜（1990年、ANB）‐ 僧侶・幽信
- 金田一耕助の傑作推理 / 八つ墓村（1991年、TBS / 東阪企画）- 久野恒美
- 昭和16年の敗戦（1991年、CX / 東宝） - 松岡洋右
- 愛という名のもとに（1992年、CX）
- 鬼平犯科帳 第3シリーズ 第19話「密偵たちの宴」（1992年、CX / 松竹）- 竹村玄洞
- 月曜ドラマスペシャル / 松本清張作家活動40年記念・迷走地図（1992年、TBS）- 錦織宇吉
- 江戸中町奉行所 第2シリーズ 第10話「地獄を見た女」（1992年、TX）
- 金曜時代劇 / 腕におぼえあり 第1シリーズ 第12話「最後の用心棒」（1992年、NHK） - 本多品左衛門
- 徳川無頼帳 第12話「花魁総揚・吉原乗っ取り!」（1992年、TX）
- 暴れん坊将軍Ⅴ 第1話「大雪原の血煙り、吉宗を愛した復讐鬼!」　(1993年、テレビ朝日 / 東映) - 岬屋徳兵衛

### 吹き替え

#### 映画
- アパッチ - アル（ジョン・マッキンタイア）
- カウボーイ - トム・リース（グレン・フォード）
- ドン・カミロ頑張る - ペポネ（ジーノ・チェルヴィ）
- 誇り高き戦場 - アーント大佐（アントン・ディフリング）※フジテレビ版
- 陽気なドン・カミロ - ペポネ（ジーノ・チェルヴィ）
- 将軍たちの夜 - グラウ少佐（オマー・シャリフ）

#### ドラマ
- スパイ大作戦 小型謀略工作員 - ラモン・プラドー（フェルナンド・ラマス）
- タイムトンネル - ジョージ・アームストロング・カスター（ジョー・マロス）
- カートライト兄弟 - アダム（パーネル・ロバーツ）

## その他
- 週刊テレビジョッキー（1963年4月6日 - 1964年3月7日、NHK総合テレビ）[5]
- NHK特集 日本南アルプス ナレーション（1982年、NHK総合テレビ）

### ラジオドラマ
- 果無山脈（1980年、FMラジオ劇場）
- シュナの旅（1987年、FMシアター）- 古老